# Episodi di Miss Fisher - Delitti e misteri (prima stagione)
La prima stagione della serie televisiva Miss Fisher - Delitti e misteri è stata trasmessa sul canale australiano ABC1 dal 24 febbraio 2012 al 18 maggio 2012.
In Italia è stata trasmessa in prima visione assoluta dal 31 luglio 2013 al 4 settembre 2013 su Rai 1, con numerosi tagli ai singoli episodi e saltando del tutto l'episodio 9. La serie è stata replicata in versione integrale senza tagli dal 10 gennaio 2014 su Rai Premium, che ha recuperato l'episodio 9 il 30 gennaio 2014.
| nº | Titolo originale             | Titolo italiano                   | Prima TV Australia | Prima TV Italia  |
| -- | ---------------------------- | --------------------------------- | ------------------ | ---------------- |
| 1  | Cocaine Blues                | Una nuova detective               | 24 febbraio 2012   | 31 luglio 2013   |
| 2  | Murder on the Ballarat Train | Assassinio sul treno per Ballarat | 2 marzo 2012       | 31 luglio 2013   |
| 3  | The Green Mill Murder        | Omicidio al Green Mill            | 9 marzo 2012       | 7 agosto 2013    |
| 4  | Death at Victoria Dock       | Morte al molo Vittoria            | 16 marzo 2012      | 7 agosto 2013    |
| 5  | Raisins and Almonds          | La pagina strappata               | 23 marzo 2012      | 14 agosto 2013   |
| 6  | Ruddy Gore                   | Il fantasma del palcoscenico      | 30 marzo 2012      | 14 agosto 2013   |
| 7  | Murder in Montparnasse       | Omicidio a Montparnasse           | 6 aprile 2012      | 21 agosto 2013   |
| 8  | Away with the Fairies        | Articoli al veleno                | 13 aprile 2012     | 21 agosto 2013   |
| 9  | Queen of the Flowers         | Regina di fiori                   | 20 aprile 2012     | 30 gennaio 2014  |
| 10 | Death by Miss Adventure      | L'infiltrata                      | 27 aprile 2012     | 28 agosto 2013   |
| 11 | Blood and Circuses           | Sangue e circo                    | 4 maggio 2012      | 28 agosto 2013   |
| 12 | Murder in the Dark           | Omicidio nel buio                 | 11 maggio 2012     | 4 settembre 2013 |
| 13 | King Memses' Curse           | La maledizione di re Memses       | 18 maggio 2012     | 4 settembre 2013 |

## Una nuova detective
- Titolo originale: Cocaine Blues
- Diretto da: Tony Tilse
- Scritto da: Deb Cox

### Trama
Melbourne, anni '20. Miss Phryne Fisher rientra in patria dopo un lungo periodo all'estero, determinata ad impedire la scarcerazione dell'assassino della sorella. La morte sospetta del marito dell'amica Lydia Andrews la spinge ad indagare, intromettendosi nel lavoro dell'ispettore Robinson e dell'agente Collins. Mentre discute del caso con la dottoressa Macmillan, questa viene chiamata per un'urgenza all'ospedale femminile dove lavora. Qui Phryne fa la conoscenza dei tassisti Bert e Cec, attraverso i quali viene a sapere di un racket di aborti clandestini, di cui è vittima Alice, ex cameriera degli Andrews. Le frequentazioni della vita mondana la portano poi a conoscere l'affascinante ballerino russo Sasha, che la introduce nell'ambiente dei traffici di droga. Quando Dorothy Williams, altra cameriera degli Andrews, viene sospettata dell'avvelenamento del suo datore di lavoro, essa chiede l'aiuto di Miss Fisher.
- Altri interpreti: Miranda Otto (Lydia Andrews)
- Ascolti Australia: telespettatori 1.099.000[2]
- Ascolti Italia: telespettatori 1.210.000 – share 10,5%[3]

## Assassinio sul treno per Ballarat
- Titolo originale: Murder on the Ballarat Train
- Diretto da: Kate Dennis
- Scritto da: Elizabeth Coleman, Deb Cox

### Trama
Bert e Cec sono impegnati nel trasloco dei mobili di Miss Fisher nella sua nuova residenza, sotto l'attenta supervisione del signor Butler, il nuovo maggiordomo. Intanto Phryne e Dorothy partono per Ballarat, per acquistare una Hispano-Suiza. Nella notte durante una sosta del treno la signora Henderson, infermiera in pensione, viene impiccata alla cisterna dell'acqua. I primi sospetti si addensano attorno al signor Cotton, che ritiene la vittima responsabile della morte della moglie. Mentre il treno è fermo per le indagini, i gioielli della signora Henderson vengono ritrovati in mano a Jane, piccola ladra che l'ispettore Robinson consegna a Miss Fisher. Nonostante la sua avversione per i bambini, Phryne stringe un particolare rapporto con Jane, rivedendo in lei la sorella scomparsa.
- Ascolti Australia: telespettatori 868.000[4]
- Ascolti Italia: telespettatori 585.000 – share 9,33%[3]

## Omicidio al Green Mill
- Titolo originale: The Green Mill Murder
- Diretto da: Kate Dennis
- Scritto da: Michael Miller

### Trama
Miss Fisher si reca al Green Mill, locale di musica jazz, per discutere la compravendita di un aereo con l'amico Charles Freeman. Nella confusione di un ballo un uomo, Leonard Stevens, viene colpito a morte, mentre Charles si dilegua. Poco prima la vittima era stata vista discutere animatamente con Charles e per questo il giovane viene ricercato. Sua madre Adele chiede a Phryne di investigare e la indirizza verso Bobby Sullivan, amico del figlio, che si rivela essere il terzo uomo presente al litigio nel locale. Bobby nega di conoscere la vittima, ma quando viene sorpreso ad intrufolarsi nel suo appartamento la verità sulle losche attività di Stevens inizia ad emergere. 
L'agente Collins intanto fatica a trovare il coraggio di chiedere a Dorothy di accompagnarlo al ballo della polizia, temendo la reazione materna per la fede cattolica della ragazza.
- Altri interpreti: Wendy Hughes (Adele Freeman)
- Ascolti Australia: telespettatori 934.000[5]
- Ascolti Italia: telespettatori 796.000 – share 7,52%[6]

## Morte al molo Vittoria
- Titolo originale: Death at Victoria Dock
- Diretto da: Tony Tilse
- Scritto da: Shelley Birse

### Trama
Gerald Waddington, capo del porto, convoca Phryne per incaricarla di riportare a casa la figlia Lila, fuggita dopo una lite in famiglia. Nel frattempo al porto, dove sono in corso tumulti e proteste, un anarchico lettone, Yourka Rosen, viene assassinato. Prima di morire chiede a Miss Fisher di consegnare un anello di fidanzamento alla sua ragazza Nina. La vernice rinvenuta sotto una scarpa dell'uomo conduce Robinson e Collins ad una cassa dove sono nascoste le munizioni di una mitragliatrice. Per fare luce sul caso Bert e Cec introducono Phryne nel pericoloso ambiente anarchico. Sul fronte delle indagini su Lila Waddington, le ricerche portano al convento delle Sorelle della Misericordia. Intanto a casa Fisher zia Prudence annuncia che Jane è stata sospesa da scuola.
- Ascolti Australia: telespettatori 951.000[7]
- Ascolti Italia: telespettatori 516.000 – share 8,19%[6]

## La pagina strappata
- Titolo originale: Raisins and Almonds
- Diretto da: David Caesar
- Scritto da: Michael Miller

### Trama
L'asta per un quadro di Margaret Preston porta Miss Fisher all'associazione ebraica Kadimah. Nella vicina libreria di Miss Leigh il sionista Saul Michaels muore in preda alle convulsioni. L'assenza di altre persone, un frammento di manico vicino al cadavere, una tazza rotta nel secchio e una teiera ancora calda riposta nella credenza sono sufficienti a Phryne per accusare la negoziante di avvelenamento. Quando il ricco ebreo Ben Abrahams, proprietario dello stabile, chiede a Miss Fisher di difendere la Leigh, l'investigatrice si trova a dover smontare la sua stessa tesi e ad indagare sugli interessi cabalistici della vittima. Intanto Cec sembra intenzionato a lasciare l'attività per trasferirsi in campagna con la sua ragazza, provocando il risentimento di Bert.
- Ascolti Australia: telespettatori 905.000[8]
- Ascolti Italia: telespettatori 922.000 – share 9,32%[9]

## Il fantasma del palcoscenico
- Titolo originale: Ruddy Gore
- Diretto da: David Caesar
- Scritto da: Liz Doran

### Trama
Bart Tarrant, impresario teatrale, tenta di convincere Miss Fisher ad occuparsi del fantasma che sta tormentando la compagnia, impegnata nella rappresentazione del Ruddigore. Quando, la sera della prima, l'attore principale muore in scena dopo essere stato minacciato dallo spettro, Phryne accetta il caso. Alle rivalità e ai segreti che si nascondono dietro le quinte si aggiunge la costante presenza fuori dal teatro di un riservato importatore cinese di seta, Lin Chung, dalle dubbie attività.
- Ascolti Australia: telespettatori 803.000[10]
- Ascolti Italia: telespettatori 440.000 – share 7,27%[9]

## Omicidio a Montparnasse
- Titolo originale: Murder in Montparnasse
- Diretto da: Clayton Jacobson
- Scritto da: Ysabelle Dean

### Trama
Una sera all'uscita dal pub un'automobile tenta di investire Bert e due suoi amici, travolgendone uno. Quando le indagini dell'ispettore Robinson e dell'agente Collins non danno risultati, il tassista chiede l'aiuto di Miss Fisher. La detective ha ricevuto nel frattempo la visita dell'amica Véronique Sarcelle. Rievocando il loro periodo bohémien a Parigi alla fine della guerra, Phryne viene a sapere che la polizia francese ha riaperto le indagini sulla morte del marito di Véronique, spinto sotto un treno nel 1919 alla stazione di Montparnasse. Intanto Dot deve fronteggiare la richiesta del suo parroco di chiudere la sua relazione con il protestante Collins.
- Ascolti Australia: telespettatori 856.000[11]
- Ascolti Italia: telespettatori 952.000 – share 8,44%[12]

## Articoli al veleno
- Titolo originale: Away with the Fairies
- Diretto da: Emma Freeman
- Scritto da: Ysabelle Dean, Kelly Lefever

### Trama
Miss Fisher viene ingaggiata da Regina Charlesworth, sua insegnante di un tempo e ora direttrice di una rivista femminile, per fare luce sulla morte di una sua redattrice. Mentre le indagini procedono fra colleghe ambiziose e competitive, lettori rancorosi e segreti in ufficio, Phryne riceve la visita di Lin Chung, accompagnato da una misteriosa donna cinese.
- Ascolti Australia: telespettatori 972.000[13]
- Ascolti Italia: telespettatori 536.000 – share 7,63%[12]

## Regina di fiori
- Titolo originale: Queen of the Flowers
- Diretto da: Clayton Jacobson
- Scritto da: Deb Cox, Jo Martino

### Trama
In occasione del Festival dei Fiori Miss Fisher si prodiga per insegnare le buone maniere ad alcune giovani ragazze dal passato difficile. Quando una di loro viene ritrovata annegata sul bagnasciuga, Phryne non può fare a meno di indagare. Nel frattempo si fa viva la madre di Jane.
- Ascolti Australia: telespettatori 848.000[14]

## L'infiltrata
- Titolo originale: Death by Miss Adventure
- Diretto da: Daina Reid
- Scritto da: Chris Corbett, Liz Doran

### Trama
In una fabbrica un'operaia muore dilaniata dal macchinario con cui stava lavorando. La dottoressa Macmillan, che frequenta l'edificio per dover somministrare quotidianamente le necessarie cure mediche all'influente proprietario, chiede l'intervento di Miss Fisher, sospettando qualcosa di losco. Phryne si accorge subito che la morte non può essere avvenuta durante l'orario di lavoro, ma non ha modo di indagare all'interno della struttura. Per ovviare al problema Dot viene infiltrata nella fabbrica. Intanto Murdock Foyle scrive una lettera a Miss Fisher.
- Ascolti Australia: telespettatori 829.000[15]
- Ascolti Italia: telespettatori 994.000 – share 7,47%[16]

## Sangue e circo
- Titolo originale: Blood and Circuses
- Diretto da: Emma Freeman
- Scritto da: Shelley Birse

### Trama
Miss Fisher viene ingaggiata dall'amico Samson per indagare su un omicidio avvenuto all'interno del circo in cui lavora. Per osservare da vicino quello che succede dietro i tendoni Phryne si finge una circense, prendendo il posto dell'assistente del mago. L'ambiente con cui entra in contatto fa riemergere in lei i dolorosi ricordi della sorella, scomparsa proprio in quel luogo.
- Altri interpreti: Aaron Jeffery (Samson)
- Note: Kerry Greenwood (l'autrice dei romanzi da cui è tratta la serie) è protagonista di un cameo, interpretando il ruolo di una indovina.[17]
- Ascolti Australia: telespettatori 877.000[18]
- Ascolti Italia: telespettatori 527.000 – share 7,31%[16]

## Omicidio nel buio
- Titolo originale: Murder in the Dark
- Diretto da: Daina Reid
- Scritto da: Ysabelle Dean

### Trama
In occasione dei festeggiamenti per il fidanzamento di Guy Stanley, figlio di zia Prudence, la giovane domestica Marigold viene affogata nella fontana. Col procedere delle indagini emergono inquietanti collegamenti con la scomparsa di Janey Fisher.
- Ascolti Australia: telespettatori 857.000[19]
- Ascolti Italia: telespettatori 1.024.000 – share 7,79%[20]

## La maledizione di re Memses
- Titolo originale: King Memses' Curse
- Diretto da: Daina Reid
- Scritto da: Deb Cox, Elizabeth Coleman

### Trama
Murdoch Foyle ha lasciato nel taxi di Cec e Bert un indizio che conduce a quello che era un tempo il suo negozio di antichità. Phryne e Dot trovano al suo interno il cadavere dell'attuale proprietario, a cui è stato rimosso il cervello. Il passato da egittologo dell'assassino fa da filo conduttore al caso.
- Ascolti Australia: telespettatori 903.000[21]
- Ascolti Italia: telespettatori 654.000 – share 9,28%[20]